# Malik Meraj Khalid
Malik Meraj Khalid (in urdu ملک معراج خالد; Kot Radha Kishan, 20 settembre 1915 – Islamabad, 13 giugno 2003) è stato un politico pakistano.
È stato Primo ministro del Pakistan per un periodo ad interim dal novembre 1996 al febbraio 1997.
Dal marzo 1977 al luglio 1977 e nuovamente dal dicembre 1988 al novembre 1990 è stato Presidente dell'Assemblea Nazionale.
Dal novembre 1973 al marzo 1977 ha inoltre ricoperto il ruolo di Ministro della legge. È stato anche Primo ministro del Punjab dal maggio 1972 al novembre 1973.